# Finlândia nos Jogos Olímpicos de Verão de 1996
Finlândia participou dos Jogos Olímpicos de Verão de 1996, realizados em Atlanta, nos Estados Unidos. 
Foi a 20ª aparição do país nos Jogos Olímpicos, onde foi representado por 76 atletas, sendo 47 homens e 29 mulheres, que competiram em 15 esportes. Um total de quatro medalhas foram conquistadas (um ouro, duas pratas e um bronze).

## Competidores
Esta foi a participação por modalidade nesta edição:
| Esporte        | Masculino | Feminino | Total |
| -------------- | --------- | -------- | ----- |
| Atletismo      | 13        | 13       | 26    |
| Badminton      | 2         | 0        | 2     |
| Canoagem       | 1         | 0        | 1     |
| Ciclismo       | 3         | 2        | 5     |
| Esgrima        | 0         | 1        | 1     |
| Ginástica      | 0         | 1        | 1     |
| Halterofilismo | 2         | 0        | 2     |
| Hipismo        | 0         | 1        | 1     |
| Judô           | 1         | 0        | 1     |
| Lutas          | 5         | 0        | 5     |
| Natação        | 6         | 6        | 12    |
| Remo           | 1         | 1        | 2     |
| Tiro           | 4         | 2        | 6     |
| Tiro com arco  | 3         | 0        | 3     |
| Vela           | 6         | 2        | 8     |
| Total          | 47        | 29       | 76    |

## Medalhas
| Atleta        | Esporte   | Evento                           | Medalha |
| ------------- | --------- | -------------------------------- | ------- |
| Heli Rantanen | Atletismo | Lançamento de martelo feminino   | Ouro    |
| Jani Sievinen | Natação   | 200 m medley masculino           | Prata   |
| Marko Asell   | Lutas     | Greco-romana até 74 kg masculino | Prata   |
| Seppo Räty    | Atletismo | Lançamento de dardo masculino    | Bronze  |

## Desempenho

### Atletismo
Masculino
Eventos de pista
| Atleta           | Evento            | Eliminatórias | Eliminatórias | Quartas de final | Quartas de final | Semifinal   | Semifinal   | Final       | Final       | Ref.  |
| Atleta           | Evento            | Tempo         | Pos.          | Tempo            | Pos.             | Tempo       | Pos.        | Tempo       | Pos.        | Ref.  |
| ---------------- | ----------------- | ------------- | ------------- | ---------------- | ---------------- | ----------- | ----------- | ----------- | ----------- | ----- |
| Antti Haapakoski | 110 m c/barreiras | 13.90         | 5º/bat. 5     | Não avançou      | Não avançou      | Não avançou | Não avançou | Não avançou | Não avançou | [ 3 ] |
| Harri Hänninen   | Maratona          | —             | —             | —                | —                | —           | —           | 2:18:41     | 32º         | [ 4 ] |
| Risto Ulmala     | Maratona          | —             | —             | —                | —                | —           | —           | DNF         | DNF         | [ 4 ] |
| Valentin Kononen | 50 km marcha      | —             | —             | —                | —                | —           | —           | 3:47:40     | 7º          | [ 5 ] |
| Antero Lindman   | 50 km marcha      | —             | —             | —                | —                | —           | —           | 4:07:58     | 30º         | [ 5 ] |
| Jani Lehtinen    | 50 km marcha      | —             | —             | —                | —                | —           | —           | DNF         | DNF         | [ 5 ] |

Eventos de campo
| Atleta            | Evento                | Eliminatórias | Eliminatórias | Final       | Final             | Ref.  |
| Atleta            | Evento                | Marca         | Pos.          | Marca       | Pos.              | Ref.  |
| ----------------- | --------------------- | ------------- | ------------- | ----------- | ----------------- | ----- |
| Heikki Vääräniemi | Salto com vara        | 5.60          | =18º          | Não avançou | Não avançou       | [ 6 ] |
| Marko Wahlman     | Lançamento de martelo | 73.50         | 23º           | Não avançou | Não avançou       | [ 7 ] |
| Seppo Räty        | Lançamento de dardo   | 83.66 Q       | 6º            | 86.98       | Medalha de bronze | [ 8 ] |
| Kimmo Kinnunen    | Lançamento de dardo   | 80.98 q       | 10º           | 84.02       | 7º                | [ 8 ] |
| Harri Hakkarainen | Lançamento de dardo   | 79.34         | 14º           | Não avançou | Não avançou       | [ 8 ] |

Feminino
Eventos de pista
| Atleta                                                       | Evento              | Eliminatórias | Eliminatórias | Quartas de final | Quartas de final | Semifinal   | Semifinal   | Final       | Final       | Ref.   |
| Atleta                                                       | Evento              | Tempo         | Pos.          | Tempo            | Pos.             | Tempo       | Pos.        | Tempo       | Pos.        | Ref.   |
| ------------------------------------------------------------ | ------------------- | ------------- | ------------- | ---------------- | ---------------- | ----------- | ----------- | ----------- | ----------- | ------ |
| Sanna Hernesniemi                                            | 100 m               | 11.39 q       | 5º/bat. 6     | 11.49            | 6º/bat. 4        | Não avançou | Não avançou | Não avançou | Não avançou | [ 9 ]  |
| Sanna Hernesniemi                                            | 200 m               | 23.35 Q       | 4º/bat. 3     | 23.38            | 5º/bat. 1        | Não avançou | Não avançou | Não avançou | Não avançou | [ 10 ] |
| Annemari Sandell                                             | 10000 m             | 31:40.42 Q    | 6º/bat. 2     | —                | —                | —           | —           | 32:14.66    | 12º         | [ 11 ] |
| Kirsi Rauta                                                  | Maratona            | —             | —             | —                | —                | —           | —           | DNF         | DNF         | [ 12 ] |
| Sari Essayah                                                 | 10 km marcha        | —             | —             | —                | —                | —           | —           | 45:02       | 16º         | [ 13 ] |
| Johanna Manninen Sanna Hernesniemi Heidi Suomi Anu Pirttimaa | Revezamento 4x100 m | 44.21         | 4º/bat. 3     | —                | —                | —           | —           | Não avançou | Não avançou | [ 14 ] |

Eventos de campo
| Atleta            | Evento              | Eliminatórias | Eliminatórias | Final       | Final           | Ref.   |
| Atleta            | Evento              | Marca         | Pos.          | Marca       | Pos.            | Ref.   |
| ----------------- | ------------------- | ------------- | ------------- | ----------- | --------------- | ------ |
| Heli Koivula      | Salto em distância  | NM            | NM            | Não avançou | Não avançou     | [ 15 ] |
| Heli Koivula      | Salto triplo        | 13.25         | 23º           | Não avançou | Não avançou     | [ 16 ] |
| Karoliina Lundahl | Arremesso de peso   | 17.14         | 19º           | Não avançou | Não avançou     | [ 17 ] |
| Heli Rantanen     | Lançamento de dardo | 66.54 Q       | 2º            | 67.94       | Medalha de ouro | [ 18 ] |
| Mikaela Ingberg   | Lançamento de dardo | 60.46 q       | 12º           | 61.52       | 7º              | [ 18 ] |
| Taina Uppa        | Lançamento de dardo | 57.74         | 19º           | Não avançou | Não avançou     | [ 18 ] |

Evento combinado – Heptatlo
| Atleta       | Evento | 100B  | SA   | AP    | 200 m | SD   | LDa   | 800 m   | Final | Pos. | Ref.   |
| ------------ | ------ | ----- | ---- | ----- | ----- | ---- | ----- | ------- | ----- | ---- | ------ |
| Tiia Hautala | Result | 13.72 | 1.77 | 13.22 | 25.33 | 5.85 | 38.98 | 2:16.09 | 5887  | 21º  | [ 19 ] |
| Tiia Hautala | Pontos | 1018  | 941  | 742   | 857   | 804  | 648   | 877     | 5887  | 21º  | [ 19 ] |

### Badminton
Feminino
| Atleta            | Evento  | Fase de 64              | Fase de 32                 | Oitavas de final     | Quartas de final     | Semifinal            | Final       | Ref.   |
| Atleta            | Evento  | Adversário Resultado    | Adversário Resultado       | Adversário Resultado | Adversário Resultado | Adversário Resultado | Pos.        | Ref.   |
| ----------------- | ------- | ----------------------- | -------------------------- | -------------------- | -------------------- | -------------------- | ----------- | ------ |
| Pontus Jäntti     | Simples | —                       | INA Suprianto D 1–15, 5–15 | Não avançou          | Não avançou          | Não avançou          | Não avançou | [ 20 ] |
| Robert Liljequist | Simples | MAS Ong E. D 1–15, 6–15 | Não avançou                | Não avançou          | Não avançou          | Não avançou          | Não avançou | [ 20 ] |

### Canoagem de velocidade
Masculino
| Atleta            | Evento     | Eliminatórias | Eliminatórias | Repescagem | Repescagem | Semifinal | Semifinal | Final    | Final | Ref.   |
| Atleta            | Evento     | Tempo         | Pos.          | Tempo      | Pos.       | Tempo     | Pos.      | Tempo    | Pos.  | Ref.   |
| ----------------- | ---------- | ------------- | ------------- | ---------- | ---------- | --------- | --------- | -------- | ----- | ------ |
| Mikko Kolehmainen | K-1 500 m  | 1:41.171      | 3º Q          | —          | —          | 1:40.765  | 3º Q      | 1:40.331 | 7º    | [ 21 ] |
| Mikko Kolehmainen | K-1 1000 m | 3:48.075      | 1º Q          | —          | —          | 3:45.613  | 4º Q      | 3:35.841 | 9º    | [ 22 ] |

### Ciclismo de estrada
Masculino
| Atleta           | Evento             | Tempo | Pos. | Ref.   |
| ---------------- | ------------------ | ----- | ---- | ------ |
| Joona Laukka     | Corrida individual | +2:50 | 57º  | [ 23 ] |
| Kari Myyryläinen | Corrida individual | +2:51 | 63º  | [ 23 ] |

Feminino
| Atleta             | Evento             | Tempo | Pos. | Ref.   |
| ------------------ | ------------------ | ----- | ---- | ------ |
| Tea Vikstedt-Nyman | Corrida individual | +0:53 | 34º  | [ 24 ] |
| Tea Vikstedt-Nyman | Contrarrelógio     | +1:44 | 6º   | [ 25 ] |

### Ciclismo de pista
Velocidade
| Atleta       | Evento              | Qualificação      | Qualificação | Oitavas de final             | Repescagem                   | Quartas de final             | Semifinal                    | Final                        | Final       | Ref.   |
| Atleta       | Evento              | Tempo Vel. (km/h) | Pos.         | Adversário Tempo Vel. (km/h) | Adversário Tempo Vel. (km/h) | Adversário Tempo Vel. (km/h) | Adversário Tempo Vel. (km/h) | Adversário Tempo Vel. (km/h) | Pos.        | Ref.   |
| ------------ | ------------------- | ----------------- | ------------ | ---------------------------- | ---------------------------- | ---------------------------- | ---------------------------- | ---------------------------- | ----------- | ------ |
| Mira Kasslin | Individual feminino | 11.924 60.38      | 11º          | FRA Ballanger D              | CHN Wang Y. VEN Larreal D    | Não avançou                  | Não avançou                  | Não avançou                  | Não avançou | [ 26 ] |

Perseguição
| Atleta            | Evento               | Qualificação | Qualificação | Quartas de final     | Quartas de final | Semifinal            | Semifinal   | Final                | Final       | Ref.   |
| Atleta            | Evento               | Tempo        | Pos.         | Adversário Resultado | Pos.             | Adversário Resultado | Pos.        | Adversário Resultado | Pos.        | Ref.   |
| ----------------- | -------------------- | ------------ | ------------ | -------------------- | ---------------- | -------------------- | ----------- | -------------------- | ----------- | ------ |
| Jukka Heinikainen | Individual masculino | OVT          | OVT          | Não avançou          | Não avançou      | Não avançou          | Não avançou | Não avançou          | Não avançou | [ 27 ] |

Corrida por pontos
| Atleta             | Evento   | Pontos | Voltas | Pos. | Ref.   |
| ------------------ | -------- | ------ | ------ | ---- | ------ |
| Tea Vikstedt-Nyman | Feminino | 9      | 0      | 7º   | [ 28 ] |

### Esgrima
Feminino
| Atleta        | Evento            | Fase de 64           | Fase de 32           | Oitavas de final     | Quartas de final     | Semifinal            | Final       | Ref.   |
| Atleta        | Evento            | Adversário Resultado | Adversário Resultado | Adversário Resultado | Adversário Resultado | Adversário Resultado | Pos.        | Ref.   |
| ------------- | ----------------- | -------------------- | -------------------- | -------------------- | -------------------- | -------------------- | ----------- | ------ |
| Minna Lehtola | Espada individual | SWE Elinder D 8–15   | Não avançou          | Não avançou          | Não avançou          | Não avançou          | Não avançou | [ 29 ] |

### Ginástica rítmica
| Atleta        | Evento     | Qualificação | Qualificação | Qualificação | Qualificação | Qualificação | Qualificação | Semifinal   | Semifinal   | Semifinal   | Semifinal   | Semifinal   | Semifinal   | Final       | Final       | Final       | Final       | Final       | Final       | Ref.   |
| Atleta        | Evento     | Corda        | Bola         | Maças        | Fita         | Total        | Pos.         | Corda       | Bola        | Maças       | Fita        | Total       | Pos.        | Corda       | Bola        | Maças       | Fita        | Total       | Pos.        | Ref.   |
| ------------- | ---------- | ------------ | ------------ | ------------ | ------------ | ------------ | ------------ | ----------- | ----------- | ----------- | ----------- | ----------- | ----------- | ----------- | ----------- | ----------- | ----------- | ----------- | ----------- | ------ |
| Katri Kalpala | Individual | 9.182        | 8.800        | 9.166        | 9.200        | 36.348       | 34º          | Não avançou | Não avançou | Não avançou | Não avançou | Não avançou | Não avançou | Não avançou | Não avançou | Não avançou | Não avançou | Não avançou | Não avançou | [ 30 ] |

### Halterofilismo
Masculino
| Atleta        | Evento  | Arranco | Arranco | Arremesso | Arremesso | Total | Pos. | Ref.   |
| Atleta        | Evento  | Result. | Pos.    | Result.   | Pos.      | Total | Pos. | Ref.   |
| ------------- | ------- | ------- | ------- | --------- | --------- | ----- | ---- | ------ |
| Jouni Grönman | –70 kg  | 142,5   | =15º    | 170       | =17º      | 312,5 | 17º  | [ 31 ] |
| Janne Kanerva | –108 kg | 160     | =17º    | 200       | 14º       | 360   | 14º  | [ 32 ] |

### Hipismo
Adestramento
| Atleta        | Cavalo | Evento     | Grand Prix | Grand Prix | Grand Prix Special | Grand Prix Special | Grand Prix Freestyle | Grand Prix Freestyle | Total       | Total       | Ref.   |
| Atleta        | Cavalo | Evento     | Result.    | Pos.       | Result.            | Pos.               | Result.              | Pos.                 | Result.     | Pos.        | Ref.   |
| ------------- | ------ | ---------- | ---------- | ---------- | ------------------ | ------------------ | -------------------- | -------------------- | ----------- | ----------- | ------ |
| Kyra Kyrklund | Amiral | Individual | 64.80      | 28º        | Não avançou        | Não avançou        | Não avançou          | Não avançou          | Não avançou | Não avançou | [ 33 ] |

### Judô
Masculino
| Atleta      | Evento | Fase de 32                    | Oitavas de final                               | Quartas de final     | Semifinal            | Repescagem 1–3       | Final                | Final       | Ref.   |
| Atleta      | Evento | Adversário Resultado          | Adversário Resultado                           | Adversário Resultado | Adversário Resultado | Adversário Resultado | Adversário Resultado | Pos.        | Ref.   |
| ----------- | ------ | ----------------------------- | ---------------------------------------------- | -------------------- | -------------------- | -------------------- | -------------------- | ----------- | ------ |
| Pasi Laurén | −65 kg | ESA Ramírez V Ippon/Uchi-mata | MGL Pürevdorjiin D Ippon/Sode-tsuri-komi-goshi | Não avançou          | Não avançou          | Não avançou          | Não avançou          | Não avançou | [ 34 ] |

### Lutas
Masculino
| Atleta               | Evento               | Rodada 1                | Rodada 2             | Quartas de final      | Semifinal            | Repescagem 2–6                           | Final                | Final            | Ref.   |
| Atleta               | Evento               | Adversário Resultado    | Adversário Resultado | Adversário Resultado  | Adversário Resultado | Adversário Resultado                     | Adversário Resultado | Pos.             | Ref.   |
| -------------------- | -------------------- | ----------------------- | -------------------- | --------------------- | -------------------- | ---------------------------------------- | -------------------- | ---------------- | ------ |
| Marko Yli-Hannuksela | Greco-romana −68 kg  | UKR Adzhy V 3–2         | BLR Madzhidov D 0–5  | Não avançou           | Não avançou          | BUL Georgiev D 1–1                       | Não avançou          | Não avançou      | [ 35 ] |
| Marko Asell          | Greco-romana −74 kg  | BUL Stoyanov V 4–2      | JPN Katayama V 4–2   | —                     | UKR Dzyhasov V 10–0  | —                                        | CUB Azcuy D 2–8      | Medalha de prata | [ 36 ] |
| Tuomo Karila         | Greco-romana −82 kg  | ISR Tsitsiashvili D 0–2 | Não avançou          | Não avançou           | Não avançou          | PER Isisola V 11–0 KAZ Turlykhanov D 3–7 | Não avançou          | Não avançou      | [ 37 ] |
| Harri Koskela        | Greco-romana −90 kg  | KAZ Matviyenko D 0–7    | Não avançou          | Não avançou           | Não avançou          | USA Waldroup D 1–11                      | Não avançou          | Não avançou      | [ 38 ] |
| Juha Ahokas          | Greco-romana −130 kg | —                       | SWE Johansson V 2–0  | RUS Karelin D 0–4 (F) | Não avançou          | UKR Kotok D 0–2                          | Não avançou          | Não avançou      | [ 39 ] |

### Natação
Masculino
| Atleta                                                   | Evento                    | Eliminatórias | Eliminatórias | Final       | Final            | Ref.   |
| Atleta                                                   | Evento                    | Tempo         | Pos.          | Tempo       | Pos.             | Ref.   |
| -------------------------------------------------------- | ------------------------- | ------------- | ------------- | ----------- | ---------------- | ------ |
| Janne Blomqvist                                          | 50 m livre                | 23.61         | =36º          | Não avançou | Não avançou      | [ 40 ] |
| Kalle Varonen                                            | 100 m livre               | 52.00         | 44º           | Não avançou | Não avançou      | [ 41 ] |
| Jani Sievinen                                            | 200 m livre               | 1:49.05       | 17º           | Não avançou | Não avançou      | [ 42 ] |
| Jani Sievinen                                            | 100 m costas              | DNS           | DNS           | Não avançou | Não avançou      | [ 43 ] |
| Jani Sievinen                                            | 200 m costas              | DNS           | DNS           | Não avançou | Não avançou      | [ 44 ] |
| Jani Sievinen                                            | 200 m medley              | 2:01.05 Q     | 2º            | 2:00.13     | Medalha de prata | [ 45 ] |
| Jani Sievinen                                            | 400 m medley              | 4:23.13       | 17º           | Não avançou | Não avançou      | [ 46 ] |
| Antti Kasvio                                             | 200 m livre               | 1:50.55       | 18º           | Não avançou | Não avançou      | [ 42 ] |
| Antti Kasvio                                             | 400 m livre               | DNS           | DNS           | Não avançou | Não avançou      | [ 47 ] |
| Vesa Hanski                                              | 100 m borboleta           | 54.73         | 25º           | Não avançou | Não avançou      | [ 48 ] |
| Vesa Hanski                                              | 200 m borboleta           | 1:59.73 qB    | 10º           | 1:59.64     | 10º              | [ 49 ] |
| Petteri Lehtinen                                         | 200 m medley              | 2:05.51       | 19º           | Não avançou | Não avançou      | [ 45 ] |
| Janne Blomqvist Antti Kasvio Jani Sievinen Kalle Varonen | Revezamento 4x100 m livre | 3:22.99       | 12º           | Não avançou | Não avançou      | [ 50 ] |

Feminino
| Atleta                                                                | Evento                     | Eliminatórias | Eliminatórias | Final       | Final       | Ref.   |
| Atleta                                                                | Evento                     | Tempo         | Pos.          | Tempo       | Pos.        | Ref.   |
| --------------------------------------------------------------------- | -------------------------- | ------------- | ------------- | ----------- | ----------- | ------ |
| Minna Salmela                                                         | 50 m livre                 | 26.72         | 34º           | Não avançou | Não avançou | [ 51 ] |
| Minna Salmela                                                         | 100 m livre                | 57.15         | 22º           | Não avançou | Não avançou | [ 52 ] |
| Paula Harmokivi                                                       | 200 m livre                | 2:03.54       | 18º           | Não avançou | Não avançou | [ 53 ] |
| Paula Harmokivi                                                       | 400 m livre                | 4:23.84       | 33º           | Não avançou | Não avançou | [ 54 ] |
| Anu Koivisto                                                          | 100 m costas               | 1:05.25       | 23º           | Não avançou | Não avançou | [ 55 ] |
| Anu Koivisto                                                          | 200 m costas               | 2:19.58       | 25º           | Não avançou | Não avançou | [ 56 ] |
| Mia Hagman                                                            | 100 m peito                | 1:13.01       | 32º           | Não avançou | Não avançou | [ 57 ] |
| Mia Hagman                                                            | 200 m peito                | 2:36.11       | 27º           | Não avançou | Não avançou | [ 58 ] |
| Marja Pärssinen-Päivinen                                              | 100 m borboleta            | 1:02.53       | 22º           | Não avançou | Não avançou | [ 59 ] |
| Paula Harmokivi Marja Heikkilä Marja Pärssinen-Päivinen Minna Salmela | Revezamento 4x100 m livre  | 3:50.33       | 16º           | Não avançou | Não avançou | [ 60 ] |
| Mia Hagman Anu Koivisto Marja Pärssinen-Päivinen Minna Salmela        | Revezamento 4x100 m medley | 4:14.14       | 14º           | Não avançou | Não avançou | [ 61 ] |

### Remo
Masculino
| Atleta          | Evento        | Eliminatórias | Eliminatórias | Repescagem | Repescagem | Semifinal | Semifinal | Final   | Final | Ref.   |
| Atleta          | Evento        | Tempo         | Pos.          | Tempo      | Pos.       | Tempo     | Pos.      | Tempo   | Pos.  | Ref.   |
| --------------- | ------------- | ------------- | ------------- | ---------- | ---------- | --------- | --------- | ------- | ----- | ------ |
| Tomas Söderblom | Skiff simples | 7:53.46       | 5º R          | 7:52.52    | 4º QC/D    | 7:23.88   | 2º FC     | 7:32.86 | 14º   | [ 62 ] |

Feminino
| Atleta               | Evento        | Eliminatórias | Eliminatórias | Repescagem | Repescagem | Semifinal | Semifinal | Final   | Final | Ref.   |
| Atleta               | Evento        | Tempo         | Pos.          | Tempo      | Pos.       | Tempo     | Pos.      | Tempo   | Pos.  | Ref.   |
| -------------------- | ------------- | ------------- | ------------- | ---------- | ---------- | --------- | --------- | ------- | ----- | ------ |
| Laila Finska-Bezerra | Skiff simples | 8:31.56       | 5º R          | 8:35.72    | 3º Q       | 8:25.00   | 6º FB     | 7:34.85 | 12º   | [ 63 ] |

### Tiro
Masculino
| Atleta           | Evento                   | Eliminatórias | Eliminatórias | Final       | Final       | Ref.   |
| Atleta           | Evento                   | Pontos        | Pos.          | Pontos      | Pos.        | Ref.   |
| ---------------- | ------------------------ | ------------- | ------------- | ----------- | ----------- | ------ |
| Petri Eteläniemi | Tiro rápido 25 m         | 579           | 19º           | Não avançou | Não avançou | [ 64 ] |
| Juha Hirvi       | Carabina de ar 10 m      | 589           | =15º          | Não avançou | Não avançou | [ 65 ] |
| Juha Hirvi       | Carabina 3 posições 50 m | 1164          | =13º          | Não avançou | Não avançou | [ 66 ] |
| Juha Hirvi       | Carabina deitado 50 m    | 589           | =42º          | Não avançou | Não avançou | [ 67 ] |
| Krister Holmberg | Alvo móvel 10 m          | 578 Q         | 5º            | 672,4       | 6º          | [ 68 ] |
| Raimo Kauppila   | Fossa olímpica dublê     | 133           | =15º          | Não avançou | Não avançou | [ 69 ] |

Feminino
| Atleta                 | Evento               | Eliminatórias | Eliminatórias | Final       | Final       | Ref.   |
| Atleta                 | Evento               | Pontos        | Pos.          | Pontos      | Pos.        | Ref.   |
| ---------------------- | -------------------- | ------------- | ------------- | ----------- | ----------- | ------ |
| Riitta-Mari Murtoniemi | Fossa olímpica dublê | 107 Q         | 2º            | 133         | 5º          | [ 70 ] |
| Satu Pusila            | Fossa olímpica dublê | 100           | =11º          | Não avançou | Não avançou | [ 70 ] |

### Tiro com arco
Masculino
| Atleta                                       | Evento     | Ranqueamento | Ranqueamento | Fase de 64            | Fase de 32                | Oitavas de final       | Quartas de final     | Semifinal            | Final                | Final       | Ref.   |
| Atleta                                       | Evento     | Total        | Pos.         | Adversário Resultado  | Adversário Resultado      | Adversário Resultado   | Adversário Resultado | Adversário Resultado | Adversário Resultado | Pos.        | Ref.   |
| -------------------------------------------- | ---------- | ------------ | ------------ | --------------------- | ------------------------- | ---------------------- | -------------------- | -------------------- | -------------------- | ----------- | ------ |
| Tomi Poikolainen                             | Individual | 648          | 38º          | CAN Sally V 158–155   | RUS Tsyrempilov V 164–163 | KOR Kim B-r. D 160–162 | Não avançou          | Não avançou          | Não avançou          | Não avançou | [ 71 ] |
| Jari Lipponen                                | Individual | 676          | 5º           | ESP Vázquez V 168–143 | SLO Medved D 161–161*     | Não avançou            | Não avançou          | Não avançou          | Não avançou          | Não avançou | [ 71 ] |
| Tommi Tuovila                                | Individual | 644          | 48º          | GBR Hallard V 151–150 | UKR Zabrodskiy D 142–163  | Não avançou            | Não avançou          | Não avançou          | Não avançou          | Não avançou | [ 71 ] |
| Jari Lipponen Tomi Poikolainen Tommi Tuovila | Equipes    | 1968         | 7º           | —                     | —                         | FRA França V 245–244   | ITA Itália D 236–252 | Não avançou          | Não avançou          | Não avançou | [ 72 ] |

### Vela
Masculino
| Atleta                       | Evento | Regatas | Regatas | Regatas | Regatas | Regatas | Regatas | Regatas | Regatas | Regatas | Regatas | Regatas | Pontos | Pos. | Ref.   |
| Atleta                       | Evento | 1       | 2       | 3       | 4       | 5       | 6       | 7       | 8       | 9       | 10      | 11      | Pontos | Pos. | Ref.   |
| ---------------------------- | ------ | ------- | ------- | ------- | ------- | ------- | ------- | ------- | ------- | ------- | ------- | ------- | ------ | ---- | ------ |
| Jali Mäkilä                  | Finn   | 17      | 5       | 12      | 9       | 3       | 22      | 7       | 16      | 13      | 21      | —       | 82     | 11º  | [ 73 ] |
| Petri Leskinen Mika Aarnikka | 470    | OCS     | 14      | 19      | 4       | 7       | 6       | 8       | 1       | 16      | 6       | 3       | 65     | 4º   | [ 74 ] |
| Thomas Johanson              | Laser  | 18      | 14      | 4       | 8       | 11      | 13      | 6       | 15      | 4       | 13      | 5       | 78     | 8º   | [ 75 ] |
| Richard Grönblom Ville Kurki | Star   | 16      | 19      | 18      | 12      | 15      | 16      | 16      | DNF     | 17      | 19      | —       | 129    | 20º  | [ 76 ] |

Feminino
| Atleta         | Evento  | Regatas | Regatas | Regatas | Regatas | Regatas | Regatas | Regatas | Regatas | Regatas | Regatas | Regatas | Pontos | Pos. | Ref.   |
| Atleta         | Evento  | 1       | 2       | 3       | 4       | 5       | 6       | 7       | 8       | 9       | 10      | 11      | Pontos | Pos. | Ref.   |
| -------------- | ------- | ------- | ------- | ------- | ------- | ------- | ------- | ------- | ------- | ------- | ------- | ------- | ------ | ---- | ------ |
| Minna Aalto    | Mistral | 21      | 22      | 13      | 19      | 18      | 20      | 16      | 18      | 13      | —       | —       | 117    | 20º  | [ 77 ] |
| Chita Smedberg | Europa  | 12      | 13      | 10      | 14      | 19      | 9       | 15      | 22      | 18      | 18      | 23      | 128    | 19º  | [ 78 ] |

Legenda
| Recorde mundial      | Recorde mundial (World record)               |                       | Recorde africano                      | Recorde africano (African) |                                           | Q | Classificado por posição (Qualified) |
| Recorde olímpico     | Recorde olímpico (Olympic record)            | Recorde da América    | Recorde da América (Americas)         | q                          | Classificado por melhor tempo (Qualified) |   |                                      |
| Melhor marca do ano  | Melhor marca do ano (World leading)          | Recorde asiático      | Recorde asiático (Asian)              | DNS                        | Não largou (Did not start)                |   |                                      |
| Recorde nacional     | Recorde nacional (National record)           | Recorde europeu       | Recorde europeu (European)            | DNF                        | Não terminou (Did not finish)             |   |                                      |
| Recorde pessoal      | Recorde pessoal do atleta (Personal best)    | Recorde da Oceania    | Recorde da Oceania (Oceania)          | DSQ / DQ                   | Desclassificado (Disqualified)            |   |                                      |
| Recorde da temporada | Recorde da temporada do atleta (Season best) | Recorde sul-americano | Recorde sul-americano (South America) | NM                         | Sem marca (No mark)                       |   |                                      |

### Remo
| S | Classificado(a) para as semifinais |    |                        | FA | Final A (disputa de medalhas) |  |  | FD | Final D (sem medalhas) |
| Q | Classificado(a) para as quartas    | FB | Final B (sem medalhas) | FE | Final E (sem medalhas)        |  |  |    |                        |
| R | Classificado(a) para a repescagem  | FC | Final C (sem medalhas) | FF | Final F (sem medalhas)        |  |  |    |                        |

### Vela
| M   | Regata da Medalha da qual só participam os dez primeiros colocados das regatas anteriores  |  |  | CAN | Regata cancelada |
| BFD | Desclassificado por bandeira preta (Black Flag Disqualified)                               |  |  |     |                  |
| UFD | Desclassificado por bandeira "U" (U Flag Disqualified)                                     |  |  |     |                  |
| OCS | Largada queimada (On the Course Side of the starting line)                                 |  |  |     |                  |
| DNE | Desclassificação sem eliminação (infração a um item do regulamento da prova – Did Not End) |  |  |     |                  |